# Salix moupinensis
Espèce
Salix moupinensis est une espèce de plantes à fleurs de la famille des Salicaceae. C'est un saule originaire de Chine, proposé comme plante ornementale en jardinerie.

## Synonymie et variétés
- Salix moupinensis v. elliptica, Gorz, 1935 ;
- Salix moupinensis v. obovata, Gorz, 1935[1].

## Description
Salix moupinensis est  bien différent des autres saules. Il a de grandes feuilles brillantes, allongées, fortement nervurées, de 13 à 6 cm de long, duveteuses le long des nervures quand elles sont jeunes. De chaque côté de la nervure centrale, on dénombre 15 nervures latérales. Les feuilles sont portées par des rameaux rouge-vin très lisses et brillants. Ses longs chatons (jusqu'à 6 cm) apparaissent tôt au printemps et sont érigés sur un pédoncule de 1 à 2 cm, avec de longues bractées elliptiques parfois duveteuses.
C'est un saule à croissance lente, formant un arbuste de 1,5 à 2 m environ en tous sens, en plusieurs années. Sa taille adulte atteint 3 m ou plus. La floraison intervient en avril-mai pour une fructification en juin.

## Répartition et habitat
La plante se rencontre en Chine, dans les provinces  du Sichuan (ouest) et du Yunnan (au nord), dans des régions montagneuses, à une altitude comprise entre 1500 et 3000 m.